# Sentiero cataro
Il sentiero cataro è un percorso escursionistico francese che va da Port-la-Nouvelle nel dipartimento dell'Aude fino a Foix nel dipartimento dell'Ariège. Il sentiero è un percorso pedonale in 12 tappe, che permette di scoprire parecchi castelli catari.

## Lista delle tappe

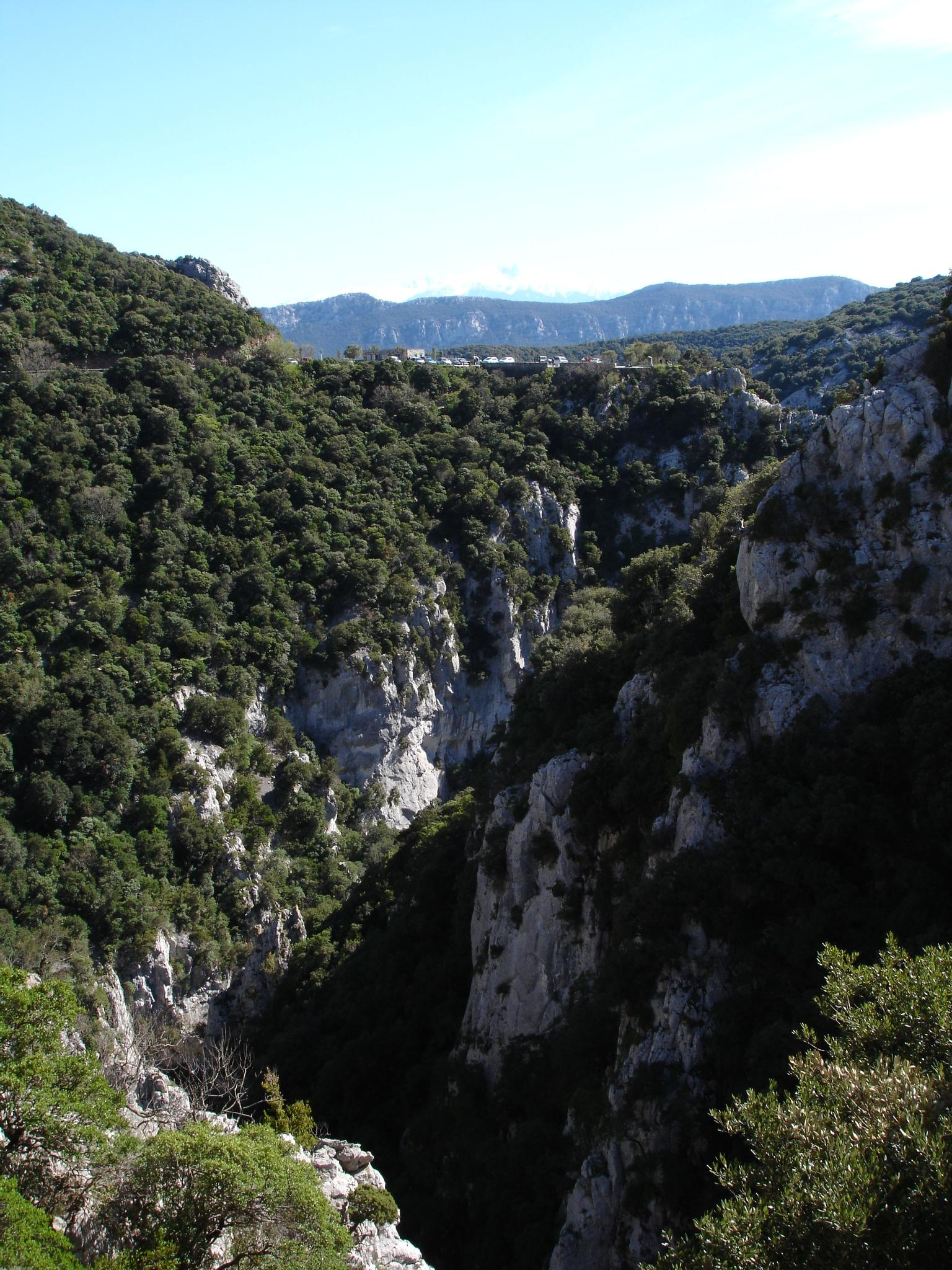
Le gole di Galamus

Esistono più varianti del sentiero. Alcune possono essere percorse anche a cavallo o in mountain bike.

### Variante nord
Di seguito si riporta la lista delle tappe classiche della variante nord, unitamente a curiosità da visitare lungo il percorso.
1. da Port-la-Nouvelle a Durban-Corbières, 26 km
2. da Durban-Corbières a Padern, 28 km
  1. Castello d'Aguilar
  2. Castello di Padern
3. da Padern a Duilhac-sous-Peyrepertuse, 14 km
  1. Castello di Quéribus
  2. Castello di Peyrepertuse
4. da Duilhac-sous-Peyrepertuse alle Gole di Galamus, 14 km
  1. Gole di Galamus
5. dalle Gole di Galamus a Bugarach, 18 km
  1. Pic de Bugarach
6. da Bugarach a Quillan, 23 km
7. da Quillan a Puivert, 18 km
  1. Castello di Puivert

### Sezione in comune a ovest
1. da Puivert a Espezel, 16 km
2. da Espezel a Comus, 20 km
3. da Comus a Montségur, 13 km
  1. Gole della Frau
  2. Castello di Montségur
4. da Montségur a Roquefixade, 15 km
  1. Castello di Roquefixade
5. da Roquefixade a Foix, 16 km
  1. Castello di Foix

### Variante sud
La variante sud sostituisce le tappe dalla 4 alla 7 con le seguenti:
- da Duilhac-sous-Peyrepertuse a Prugnanes, 17,5 km
- da Prugnanes a Aigues-Bonnes, 15 km
  - Castello di Puilaurens
- da Aigues-Bonnes a Marsa, 26,5 km
  - Labeau
- da Marsa a Puivert, 27,5 km
  - Castello di Puivert